# Hussey Vivian, I barone Vivian
Hussey Vivian, I barone Vivian (28 luglio 1775 – Baden-Baden, 20 agosto 1842), è stato un generale britannico.

## Biografia

### I primi anni
Educato alla scuola di Harrow ed all'Exeter College di Oxford, Vivian entrò nell'esercito inglese nel 1793, e in meno di un anno divenne capitano del 28th Foot. Sotto il comando di Francis Rawdon-Hastings, I marchese di Hastings egli prestò servizio nella campagna del 1794 nelle Fiandre e nei Paesi Bassi. Alla fine della spedizione, il 28th prese parte in maniera decisiva all'azione a Geldermalsen guidata da William Cathcart, I conte Cathcart. Nel 1798 Vivian venne trasferito al 7th Light Dragoons (poi Hussars), e nella divisione di Sir Ralph Abercromby prendendo parte alla campagna d'Olanda ed alle battaglie di Bergen e Alkmaar (19 settembre e 6 settembre 1799).

### La guerra d'indipendenza spagnola
Nel 1804 Vivian divenne Luogotenente Colonnello del 7th. Comandando il proprio reggimento egli navigò col Luogotenente Generale Sir David Baird a Corunna nel 1808, e prese parte ai combattimenti di cavalleria con Henry Paget, I marchese di Anglesey nelle battaglie Sahagun e Benavente. Durante la ritirata del Luogotenente Generale John Moore, Vivian venne costantemente impegnato nelle operazioni di retroguardia. Egli fu presente anche alla Battaglia di Corunna e ritornò poi con il resto delle forze in Inghilterra. Dal settembre del 1813 egli fece ritorno in Spagna ed il 24 novembre venne nominato Colonnello ed aiutante di campo del principe reggente britannico, nonché comandante di una brigata di cavalleria leggera (13th e 14th Light Dragoons) sotto il comando di Rowland Hill, I visconte Hill nell'armata di Wellington. Col suo corpo egli prestò servizio anche nella Battaglia della Nive (9–13 dicembre).
Nel gennaio 1814, Vivian venne trasferito alla guida della brigata di cavalleria leggera nel corpo di William Carr Beresford, I visconte Beresford. Forte di 1000 unità tra cui il 18th Hussars ed il 1st King's German Legion Hussars, Vivian prese parte alla Battaglia di Orthez. L'8 aprile Vivian combatté brillantemente a Croix d'Orade e presso il fiume Ers, dove venne pesantemente ferito. All'inizio del 1815 egli ottenne il grado di Cavaliere dell'Ordine del Bagno ricevendo il rango di Maggiore alcuni mesi dopo.

### La battaglia di Waterloo
Nell'aprile del 1815, Sir Hussey Vivian venne nominato comandante della sesta brigata della divisione di cavalleria comandata da Henry Paget, I marchese di Anglesey. La brigata di Vivian includeva tra gli altri il 10th e 18th Hussars oltre al 1st Hussars KGL. Alla Battaglia di Waterloo la sesta brigata venne posta al diretto comando del Duca di Wellington. Nel tardo pomeriggio i reggimenti di Vivian vennero mossi per supportare il centro fortemente pressato. Dopo aver respinto la Guardia Imperiale Napoleonica gli ussari di Vivian portarono avanti la carica finale presso le fattorie di Hougomont e de La Haye Sainte. L'impegno decisivo gli valse il ringraziamento di entrambe le camere del parlamento inglese, la croce di Cavaliere dell'Ordine Guelfo, dell'Ordine Militare di Maria Teresa e di quello di San Vladimiro.

### Gli ultimi anni
Vivian al termine delle guerre napoleoniche entrò in politica e divenne membro della Camera dei Comuni per Truro e per Windsor dal 1821 al 1831; egli divenne comandante in capo dell'Irlanda ed ottenne la gran croce dell'Ordine Reale Guelfo. Egli venne nominato consigliere privato per l'Irlanda nel 1831. Nel 1835 divenne Master-General of the Ordnance, e venne nominato consigliere privato per il Regno Unito. Nel 1837 ricevette la gran croce dell'Ordine del Bagno e nel 1841 venne creato Barone Vivian nella paria del Regno Unito.
Morì a Baden-Baden.

## Matrimonio e figli
Vivian si sposò due volte, di cui la prima nel 1804.
Un suo figlio naturale, Sir Robert John Hussey Vivian (1802–1887), fu un famoso soldato in India che nel 1857 ottenne la croce di Commendatore dell'Ordine del Bagno e nel 1871 la Gran Croce, raggiungendo il grado di Generale.